# Mislav Bezmalinović
Mislav Bezmalinović (Split, 11. svibnja 1967. – ?, 30./31. kolovoza 2024.) bio je hrvatski vaterpolist, osvajač zlatne medalje na Olimpijskim igrama u Seulu 1988. godine.

## Vanjske poveznice
- Mislav Bezmalinović  Arhivirana inačica izvorne stranice od 6. travnja 2011. (Wayback Machine) na Sports-Reference.com